# Juan de Dios Filiberto

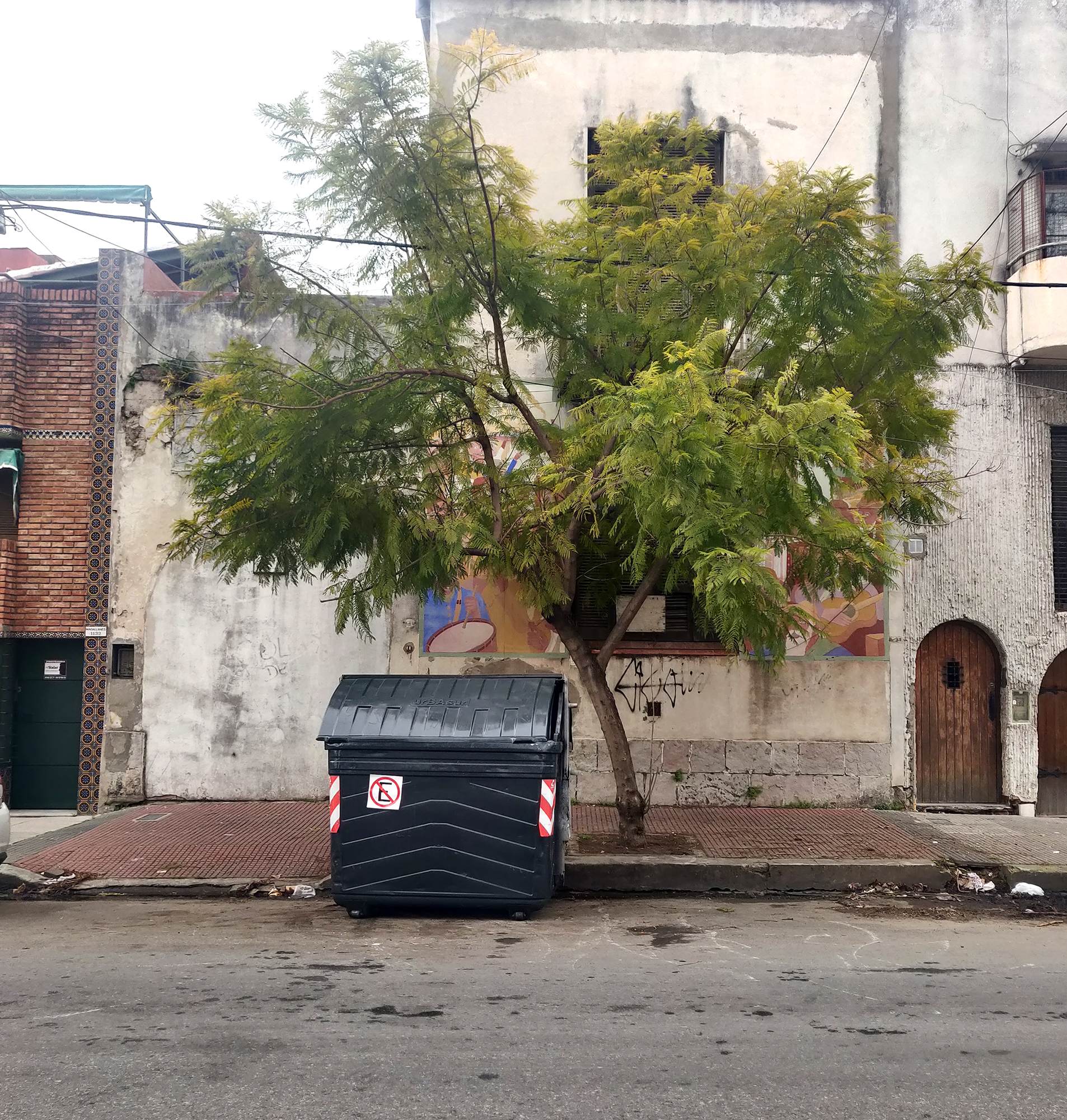
Estado de la vivienda de Juan de Dios Filiberto en el año 2024, calle Magallanes 1140 del barrio de La Boca

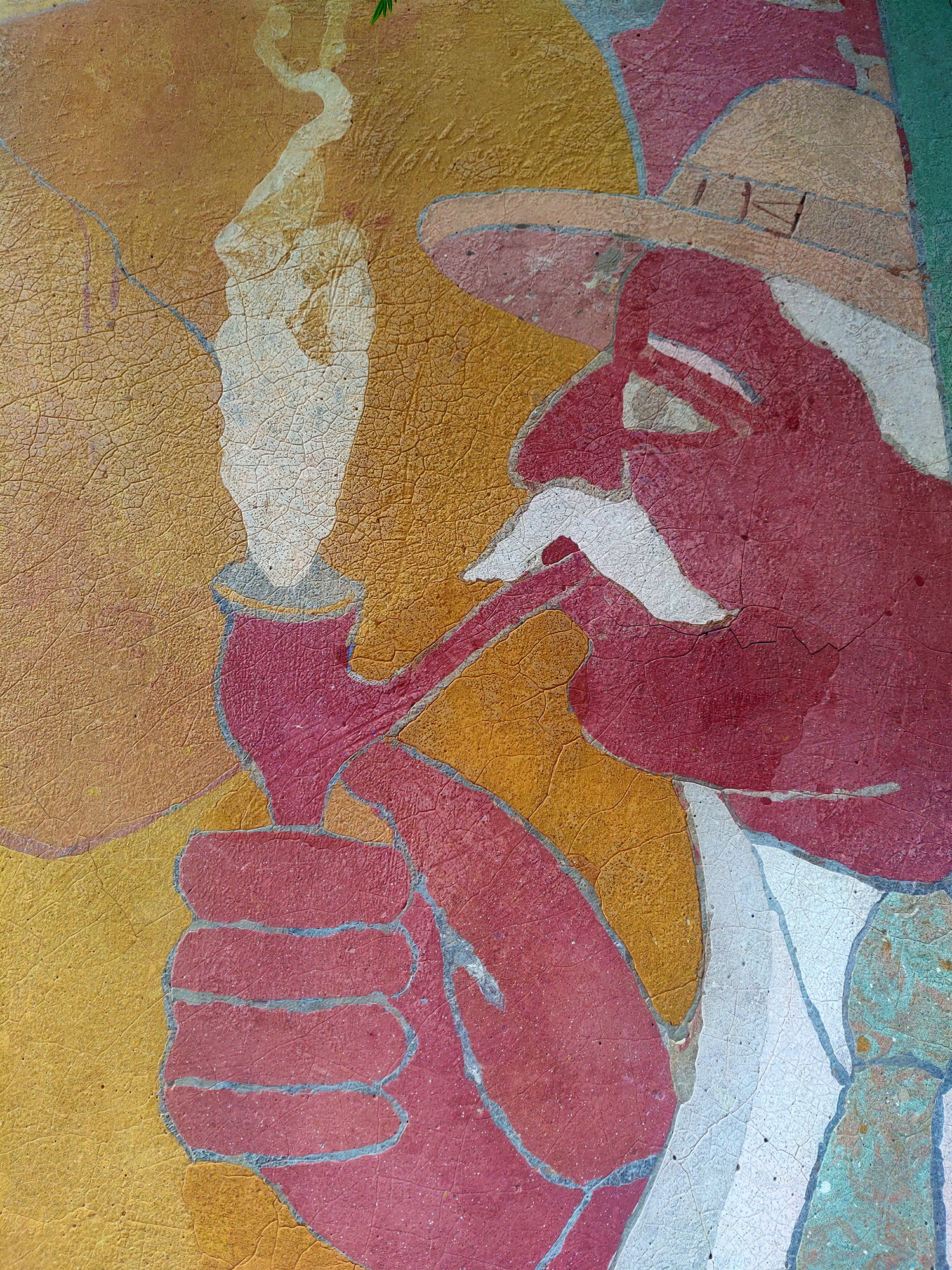
Detalle del mural "Música popular" ejecutado por Constantino Juste en base a la pintura de Quinquela Martín, realizado en cemento policromado en el año 1938.

Juan de Dios Filiberto, o simplemente Filiberto (8 de marzo de 1885 - 11 de noviembre de 1964), fue un compositor y célebre músico argentino, de gran importancia para la consolidación del tango como género musical de fama mundial y autor de canciones clásicas como Caminito (1926), Quejas de bandoneón, El pañuelito (1920), Malevaje (1928) y Clavel del aire, muchas de ellas de contenido social.

## Biografía

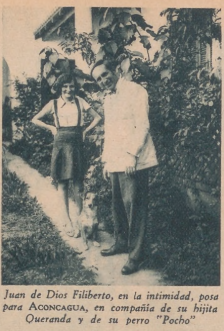
Juan de Dios Filiberto, en la intimidad, posa para la revista Aconcagua en compañía de su hijita Queranda y de su perro "Pocho" en 1934.

Juan de Dios Filiberto nació con el nombre de Oscar Juan de Dios Filiberti, en una casa sencilla ubicada en Necochea al 200, en el barrio de La Boca de la Ciudad de Buenos Aires -habitado predominantemente por inmigrantes italianos, mayoritariamente genoveses- el 8 de marzo de 1885, en momentos en que se desarrollaba la gran ola inmigratoria europea que influyó decisivamente en las características de la población argentina.
Desde 1932 se mantuvo residiendo en La Boca, en una casa ubicada en la calle Magallanes 1140, pintada en su frente por el pintor Benito Quinquela Martín, amigo personal de Filiberto, y expropiada como patrimonio cultural de la ciudad en 2007.
Su padre era hijo de Génova.
Su hijo fue bautizado Nahuel, que significa ‘gran felino’ en mapudungún, idioma del pueblo mapuche, refiriéndose al jaguar o yaguareté del norte de Argentina, que es el mayor felino de América y el tercero del mundo, después del león y del tigre de bengala.
Abandonó la escuela a los nueve años y trabajó desde niño como albañil, estibador y oficial tornero en los astilleros que la empresa Mihánovich poseía en La Boca. Siendo trabajador portuario ingresó al sindicato, adhiriendo a las ideas del anarquismo y participando en las huelgas portuarias de 1907. Él mismo recuerda sus orígenes obreros diciendo:

Hay que ver, cuando ingresé al Conservatorio, yo tenía más de veinticinco años sobre mis espaldas, y mis espaldas estaban curtidas por mis tareas de estibador, herrero, mecánico ajustador y calderero batimasa. Mis dedos estaban duros y torpes para el teclado y para el cordaje.
Juan de Dios Filiberto

Siendo aún un joven, sin conocimientos musicales, organizó un grupo musical llamado Orfeón, los del Futuro. Su interés por la música lo llevó a buscar trabajo en el Teatro Colón, al que ingresó como maquinista. Allí oyó por primera vez la música de Ludwig van Beethoven, al que desde entonces consideró su "Dios musical".

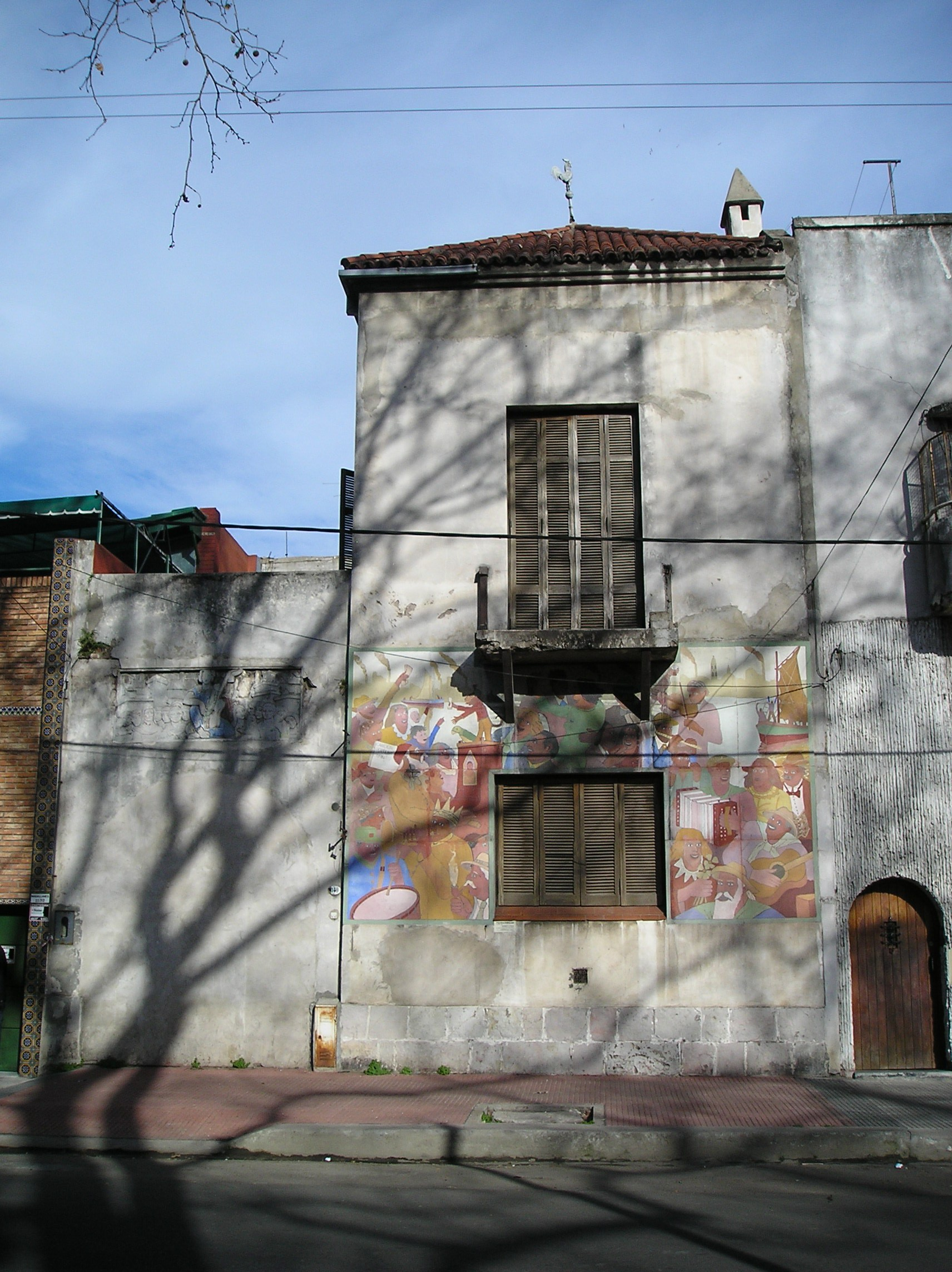
Casa de Filiberto en Magallanes 1140 (barrio de La Boca). El frente presenta un fresco de Benito Quinquela Martín, titulado Música popular.

A los 24 años ingresó al Conservatorio de Música, para estudiar violín y teoría musical, destacándose hasta conseguir una beca para estudiar con el maestro Alberto Williams. Por razones de salud se radicó en Mendoza, y fue allí que compuso su primer tango, Guaymallén, en homenaje a la ciudad en la que se radicó.
En 1932 organizó su propia orquesta, la Orquesta Porteña, a la que le agregó instrumentos que no solían utilizarse en el tango, como el clarinete, la flauta y el armonio. En 1933, apareció en la película ¡Tango!, la primera del cine sonoro argentino. Los cantantes de su orquesta fueron Patrocinio Díaz y más tarde se suma Jorge Alonso.
En 1938 fue designado director de la recién creada Orquesta Popular Municipal de Arte Folklórico, financiada por la Municipalidad de la Ciudad de Buenos Aires, manteniéndose al frente de la misma hasta su muerte. Una calle de Buenos Aires lleva su nombre en su homenaje.
En cuanto a la orquesta que fundara, en 1973 fue nombrada en su honor como Orquesta Nacional de Música Argentina Juan de Dios Filiberto, dirigida por renombrados directores, como Osvaldo Requena y Osvaldo Piro, este último al comando de la misma en 2008.
Filiberto demostró también gran preocupación por defender los derechos intelectuales de los músicos, siendo socio fundador de la Sociedad Argentina de Autores y Compositores (SADAIC), en 1936. En la década del 40 conoce a Eva Duarte, a quien le compondrá Milonga para una muerte, en su honor meses antes de su fallecimiento. A raíz de sus simpatías hacía el peronismo será perseguido durante la dictadura de Pedro Eugenio Aramburu.
Entre sus canciones se destaca Caminito, con letra de Gabino Coria Peñaloza, uno de sus tangos más famosos, pero los especialistas han considerado que Malevaje, con letra de Enrique Santos Discépolo, es su mejor tango.
También son ampliamente conocidos tangos suyos como El pañuelito, Quejas de bandoneón y Clavel del aire.

## Discografía
Filiberto realizó muy pocas grabaciones: en su primer período fueron 24 registros para el sello Odeón, algunos de ellos de su autoría, como El pañuelito, Clavel del aire, Bataraza, El credo, La charlatana y Botines viejos, y también tangos de la guardia vieja (El 13 y Re fa si) y otros ritmos, como valses (Visiones de la pampa, Tus ojos me embelesan, Santiago del Estero), milongas (Porteñita), marchas (San Lorenzo) y polcas (La quinterita).
Luego, en 1941, es contratado por la RCA Víctor, dejando solo seis temas grabados, destacándose su versión de Guaymallén.
En 1958 inicia una última serie de registros nuevamente en RCA culminándola al año siguiente.
- 1932-1936: Odeón
- 1941: RCA Víctor (BMG)
- 1958-1959: RCA

## Ediciones en CD
Debido a la escasa cantidad de registros, hubo pocas ediciones de su obra en formato CD. Su primera grabación editada fue el vals Tus ojos me embelesan, que apareció en un recopilatorio de valses realizado por EMI conjuntamente con FM Tango.
En 1996 el mismo sello EMI publicó un CD conteniendo 18 de sus grabaciones en la compañía, titulado Serie guardia vieja. Este material en la actualidad se encuentra descatalogado.
Con respecto a sus grabaciones en RCA Víctor, durante los años 90 y parte del 2000, se editaron muy pocas: La vuelta de Rocha y El pañuelito, que fueron incluidos en un CD de la colección Sentir el Tango (Editorial Altaya), y el vals Palomita blanca en el CD Buenos Aires Tango - Instrumentales, editado por BMG en 2003.
En 2007, ya el sello convertido en Sony BMG, se incluyó el tango Guaymallén en un CD de la serie 78 RPM, conjuntamente con el primer CD completo en una década dedicado al músico. El CD en cuestión, titulado La vuelta de Rocha, que forma parte de la serie Archivo RCA, permitió recuperar las 16 últimas grabaciones que realizó entre 1958 y 1959.

## Algunos de sus tangos y canciones
- Guaymallén (1915)
- Quejas de bandoneón (1918)
- El pañuelito (1920), con Gabino Coria Peñaloza.
- La cartita (1921), con Gabino Coria Peñaloza.
- El último mate (1922), con Luis Teisseire.
- El ramito (1923), con Gabino Coria Peñaloza.
- La tacuarita (1923), zamba, con Gabino Coria Peñaloza.
- El besito (1923), con Gabino Coria Peñaloza.
- Mentías (1923), con Miguel A. Camino
- La vuelta de Rocha (1924), con Gabino Coria Peñaloza.
- Chúcaro (1924), gato, con J. S. Reeves
- Ay zamba (1924), zamba.
- Langosta (1925), con Juan Andrés Bruno
- Amor (1925), con Juan A. Bruno
- Yo te bendigo (1925), con Juan A. Bruno
- Amigazo (1925), con Juan M. Velich y F. Brancatti
- Caminito (1926), con Gabino Coria Peñaloza.
- Compañero (1926), con Enrique P. Maroni
- Ladrillo (1926), con Juan Andrés Caruso
- Cuando llora la milonga (1927), con L. Mario (María Luisa Carnelli)
- Comadre (1927), con Celedonio Flores.
- Malevaje (1928), con Enrique Santos Discépolo.
- Clavel del aire (1930), con Fernán Silva Valdez.
- Linyera (1931), con L. Mario (María Luisa Carnelli)
- Botines viejos (1932), con Ángel Vacarezza.
- Nahuel (1940), con A. Moresino
- La canción (1959), con Lito Bayardo
- Mi credo (1959), con J. A. Rosa

## Obras sinfónicas
- Rondino
- Religión
- Impresiones porteñas
- Leyendas de la pampa
- Interludio
- Preludio sinfónico
- Sinfonía de arrabal
- La procesión de la milonga.